# Kanamycine
La kanamycine est un antibiotique aminoside produit par Streptomyces kanamyceticus qui peut traiter une large variété d'infections. Cette molécule peut être utilisée par voie orale, intraveineuse ou intramusculaire.
Elle a été découverte en 1957 par des chercheurs japonais.

## Indications
La kanamycine permet de traiter les infections causées par de nombreuses souches bactériennes telles que Escherichia coli, Klebsiella pneumoniae, Proteus species, Acinetobacter species, Serratia marcescens et Enterobacter aerogenes. Elle peut aussi être utilisée en traitement secondaire contre Mycobacterium tuberculosis.

## Mode d'action
Comme tous les antibiotiques aminosides, la kanamycine agit en se liant à la sous-unité 30S des ribosomes bactériens. Cette interaction interfère avec la traduction des ARN messagers en induisant des erreurs dans le décodage des codons. Ces erreurs entrainent l'arrêt de la traduction ou la synthèse de protéines tronquées, aberrantes ou inactives. L'incapacité à synthétiser des protéines normales et fonctionnelles provoque la mort des bactéries.

## Utilisation en médecine
La kanamycine ayant de nombreux effets secondaires, elle n'est pas utilisée en médecine humaine (cas de la France) ou rarement. Elle est par contre utilisée en médecine vétérinaire pour traiter les infections bactériennes.

### Effets secondaires
La kanamycine est néphrotoxique et ototoxique, elle peut donc entrainer des problèmes rénaux et des pertes d'audition. En effet, comme tous les aminosides, cet antibiotique pénètre très mal certains tissus et se concentre au niveau des reins et de l'oreille interne. La kanamycine peut aussi déclencher des réactions allergiques.
D'autres effets secondaires sont également observés au niveau du système nerveux central (neurotoxicité, céphalées), au niveau gastrointestinal (nausée, diarrhée, anorexie) et respiratoire (dyspnée).

### Contre-indications
La kanamycine est contre-indiquée en cas d'allergie à cet antibiotique ou aux aminosides et en cas de grossesse.

## Utilisation en biologie
La kanamycine, peu ou pas utilisée en médecine, est à l'inverse fréquemment utilisée en biologie moléculaire. Cet antibiotique, à l'instar de l'ampicilline, sert à sélectionner les bactéries (le plus souvent E. coli) après une transformation génétique. Les bactéries sont transformées avec un plasmide contenant un gène d'intérêt et le gène de la résistance à la kanamycine. Elles sont ensuite ensemencées sur une gélose ou dans un milieu de culture contenant de la kanamycine (en général de 50 à 100 μg·mL-1). Si la bactérie a intégré le plasmide, elle sera résistante à l'antibiotique et se développera normalement. À l'inverse, les bactéries non transformées seront détruites par la kanamycine. La présence de l'antibiotique dans le milieu de culture oblige également les bactéries transformées à conserver le plasmide (par pression de sélection).

## Divers
La kanamycine fait partie de la liste des médicaments essentiels de l'Organisation mondiale de la santé (liste mise à jour en avril 2013).